# GTD (Automarke)

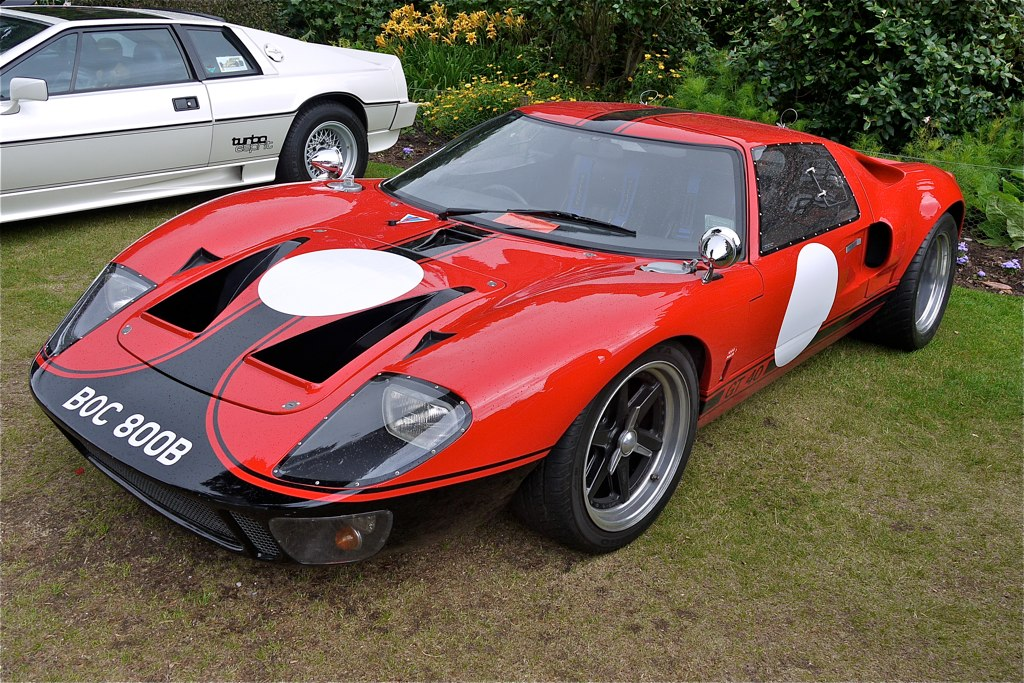
GTD 40

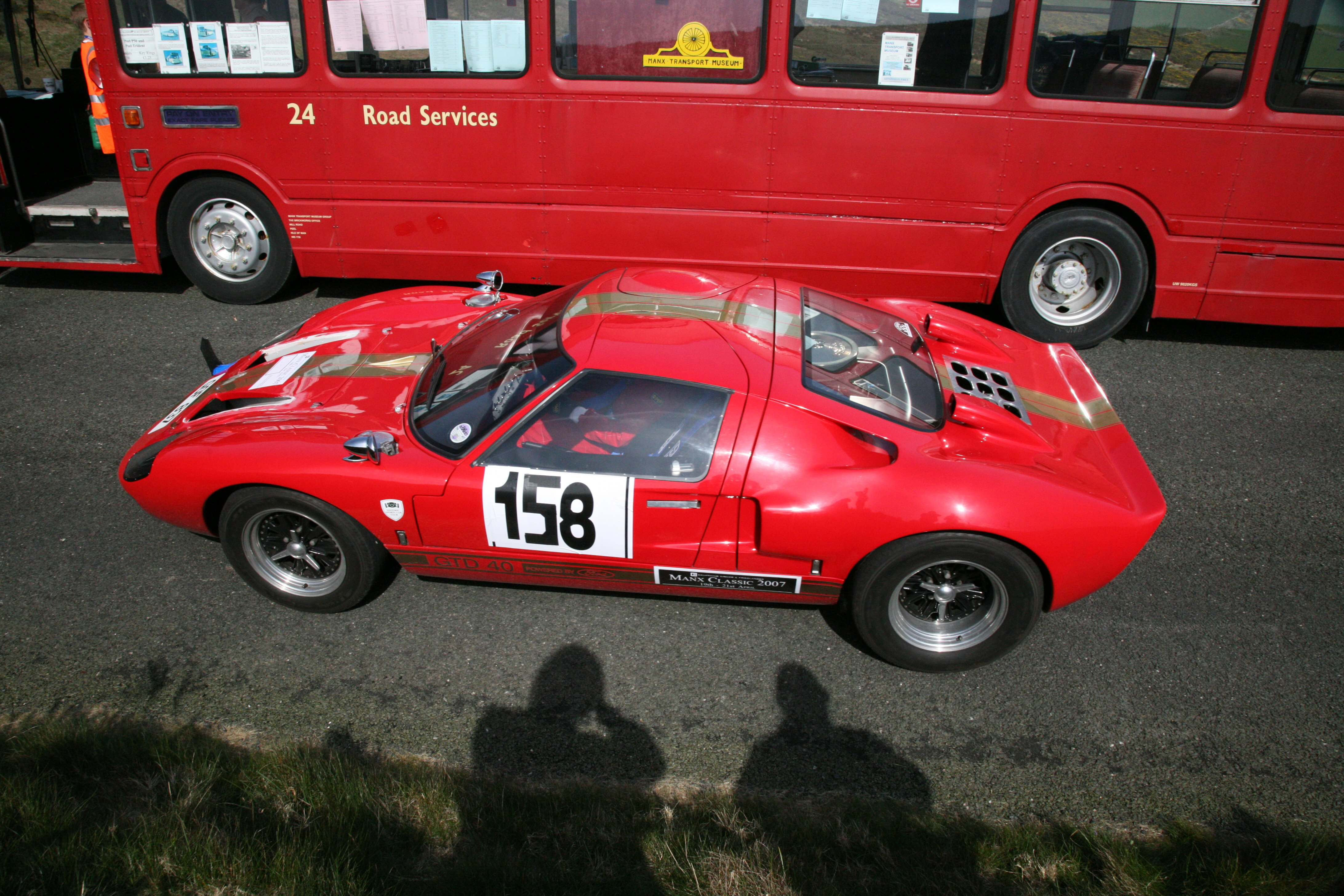
Seitenansicht

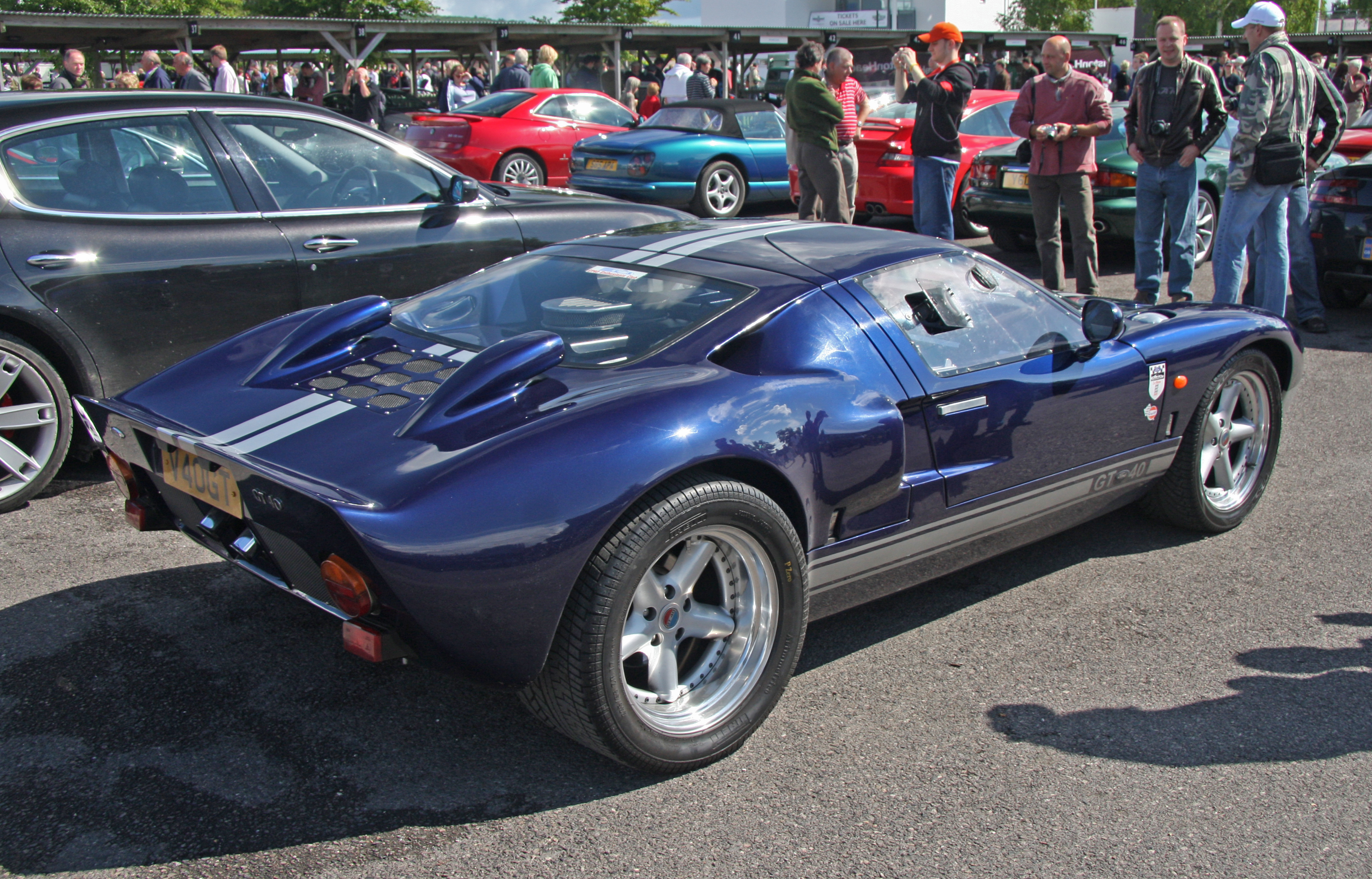
Heckansicht

GTD war eine britische Automarke aus der Zeit von 1983 bis 2004.

## Markengeschichte
Roger Attaway, Raymond Walter Charles Christopher und Graham Eric Kelsey gründeten am 12. August 1982 das Unternehmen GT Developments in Old Trafford in Manchester. Sie begannen mit der Entwicklung und 1983 mit der Produktion von Automobilen und Kits. Der Markenname lautete GTD. Später erfolgte der Umzug nach Altrincham in Greater Manchester, am 4. Dezember 1987 nach Poole in Dorset und am 21. Dezember 1994 nach Southampton in Hampshire. In den 1990er Jahren waren Christopher, Kelsey sowie Simon David Osborne die Direktoren. Am 17. Oktober 1996 wurde das Unternehmen aufgelöst.
Roger William Marsh gründete am 18. März 1999 das Unternehmen GTD Supercars Limited in London. Am 29. März 1999 zog er nach Stratford-upon-Avon in Warwickshire und am 14. April 1999 nach Stoke-on-Trent in Staffordshire. Er setzte die Produktion unter Beibehaltung des Markennamens fort. Spencer John William Marsh wurde am 29. Januar 2002 zweiter Direktor. Am 6. Januar 2003 zog das Unternehmen nach Warwick, am 19. Mai 2004 nach Leamington Spa und am 21. November 2006 nach Rugby, alles in Warwickshire. Am 30. Juni 2007 wurde das Unternehmen aufgelöst.
2004 endete die Produktion. Insgesamt entstanden etwa 648 Exemplare.
Es gab keine Verbindung zu GTD Sports Cars aus Doncaster, die zwischen 1984 und 1985 den gleichen Markennamen verwendeten.

## Fahrzeuge
Das erste und meistverkaufte Fahrzeug war der GTD 40. Dies war die Nachbildung des Ford GT 40. Auf ein selbst entwickeltes Fahrgestell wurde eine Coupé-Karosserie aus Fiberglas montiert. Zunächst trieb ein V6-Motor von Ford die Fahrzeuge an. Kurze Zeit später war auch ein V8-Motor von Ford erhältlich. Von diesem Modell entstanden etwa 612 Exemplare.
1992 ergänzte der GTD 40 Mark 2 das Sortiment. Er ähnelte dem ersten Modell, war allerdings im Heckbereich geändert worden. Insbesondere Nachfragen aus Japan hatten zu diesem Modell geführt. Bis 1995 fanden sich etwa 25 Käufer.
Der GTD T 70 stand von 1986 bis 1999 im Angebot. Es war die Nachbildung des Rennsportwagens Lola T 70. Von diesem Modell entstanden sieben Exemplare. Bell Engineering setzte die Produktion unter eigenem Markennamen fort.
Vom GTD Sportstar entstanden 1998 vier Exemplare. Ein eigenes Fahrgestell nahm den Vierzylindermotor vom Ford Fiesta auf. Die offene Karosserie bot wahlweise zwei oder 2 + 2 Sitze. Ein Bausatz kostete 4200 Pfund.